# جيم كونروي
جيم كونروي هو لاعب كرة القدم الكندية كندي، ولد في 18 أكتوبر 1937 في فانكوفر في كندا، وتوفي في 3 أكتوبر 2011 في أوتاوا في كندا.

## وصلات خارجية
- جيم كونروي على موقع JustSportsStats.com (الإنجليزية)